# Flavobacterium psychrophilum
Flavobacterium psychrophilum, Syn.: Flexibacter psychrophilus, Flexibacter psychrophila, Cytophaga psychrophila und Flexibacter columnaris, ist ein fischpathogenes Bakterium aus der Familie der Flavobacteriaceae.
Erstmals wurde das Bakterium 1922 von DAVIS bei Warmwasserfischen des Mississippi beschrieben und später als Verursacher der Columnariskrankheit (Saddleback Disease) bekannt. BORG isolierte 1948 Flavobacterium psychrophilum als Cytophaga psychrophila und beschrieb das Bakterium als Ursache der bei Salmoniden ätiologisch, auftretenden Kaltwasserkrankheit (Cold Water Disease). Für die bei der Regenbogenforelle (Oncorhynchus mykiss) auftretende Krankheit RTFS (Rainbow Trout Fry Syndrome), bei der es zu einem massenhaften Absterben der Fischbrut kommt, ist Flavobacterium psychrophilum ebenso verantwortlich (TORANZO & BARJA, 1993).
F. psychophrilum darf als Kosmopolit gelten, da Befunde in Nordamerika, Asien und Europa bei einer Vielzahl an Süßwasserfischen u. a. an Aalen, Karpfenartigen, Salmoniden, Esociden und Echten Barschen erhoben wurden.
F. psychophrilum ist für den Menschen ungefährlich, es ist nicht zoonotisch. Das Genom wurde komplett sequenziert.

## Merkmale
Flavobacterium psychrophilum ist ein sehr schlankes, langes 0,5 × 4–12 µm großes gramnegatives Bakterium. Die Zellen sind filamentös, die Kulturen sind gelb-pigmentiert.
Bei hoher Vergrößerung unter dem Mikroskop zeigt es gleitende Bewegungen („gliding Motility“) und bildet im Schleim von Haut und Kiemen bei Fischen charakteristische Säulen. Das Bakterium ist überall verbreitet (ubiquitär). Es toleriert niedrige Temperatur (psychrophil).

## Epidemiologie
Beobachtungen an Süßwasserfischen zeigten häufigere Krankheitsausbrüche im höheren Temperaturbereich. Der Verlauf eines Krankheitsbefalls ist von der Virulenz des jeweiligen Bakterienstammes abhängig genauso wie vom Allgemeinzustand der Fische. Flavobacterium psychrophilum gilt als kommensal auftretendes Bakterium, da es ebenso bei gesunden Fischen nachgewiesen wurde. Das Bakterium kann auch ohne einen Wirt lange Zeit im warmen, organisch belasteten Wasser überleben. Im sauren und unbelasteten Wasser fällt die Überlebenszeit hingegen signifikant ab.

## Columnariskrankheit
Im Frühstadium der Columnariskrankheit bilden sich weißliche Stellen im Maulbereich, den Flossen, sowie an den Schuppenrändern. Bevorzugt treten hierbei Läsionen im Kopf und Rückenbereich der Fische auf. Diese weißlich bis gräulichen Flecken sind hämorrhagisch umschlossen und zeichnen sich durch eine schnelle Ausweitung aus. Zentral wird das Gewebe nekrotisch und bildet tiefreichende Geschwüre bis in die Muskulatur. Der Saum ist makroskopisch orange gefärbt, was durch die Pigmentbildung der Bakterien entsteht. An den Rändern dieser Geschwüre treten massive Entzündungen auf mit Infiltrationen durch Granulozyten und Makrophagen. Charakteristisches Merkmal sind hier die in Säulen angelagerten Bakterien von F. psychophrilum.
Sind die Flossen befallen, beginnen sich diese von den Flossenrändern her zu zersetzen, bis hin zum völligen Freiliegen der Flossenstrahlen. Innerhalb der Kiemen lösen sich die Kiemenblätter kolbenartig von der Spitze her auf oder verkleben bei Jungfischen durch Anschwellen der Kiemenbögen. Ebenso tritt eine Schleimbildung auf. In der Folge wird die Sauerstoffaufnahme massiv behindert, was zu einer schnelleren Atmung oder zum Tode führt. Die Mortalitätsrate kann bis zu 90 % betragen. Es existieren ein chronischer und ein akuter Verlauf der Columnariskrankheit. Beim chronischen Krankheitsverlauf breiten sich die weißlich-gräulichen Flecken nur äußerst langsam aus und der Fisch stirbt erst nach mehreren Tagen. Im akuten Verlauf breiten sich die entzündeten Flecken massiv binnen 36 Stunden aus. Die Mortalitätsrate reicht bis zu 50 %.
Bei der Brut und den Jungfischen der Salmoniden kommt es bevorzugt im Kopf und Rückenbereich zu einem Ausbruch der Krankheit. Dieser Umstand führte auch zu der Bezeichnung als „Saddleback Disease“. Wirksame Medikamente existieren derzeit nicht und eine kausale Bekämpfung ist nicht möglich. Vakzinationen bei pazifischen Lachsen und Katzenwelsen führte zu unterschiedlichen Erfolgen.

### Ursache
Hauptursache bei Warmwasserfischen ist eine zu hohe Temperatur verbunden mit einer hohen Keimdichte (Überbesatz). Infektionen mit F. psychophrilum sind begünstigt durch Verletzungen des Epithel, hervorgerufen durch langfristigen Vitamin- oder Ernährungsmangel. Physikalisch-chemisch bedingte Schäden, hervorgerufen durch hohe Ammoniakkonzentrationen, hoher pH-Wert und geringe Sauerstoffkonzentrationen sind ebenfalls als Auslöser der Krankheit möglich. Allgemein kann man einen Ausbruch der Krankheit mit schlechten Wasserbedingungen gleichsetzen.

### Behandlung
Eine kausale wirksame Bekämpfung ist nicht möglich, da eine Columnariskrankheit immer mit miserabler Wasserqualität verbunden ist. Sofortige Verbesserung der Hälterungsbedingungen ist unumgänglich. Unter Einsatz von Antibiotika werden therapeutische Effekte oftmals nicht erreicht, sondern führen im Gegenzug häufig zu einer Verschlechterung des Krankheitsverlaufes. Oberflächlich desinfizierende Bäder mit Kaliumpermanganat oder Kochsalz führen beim chronischen Verlauf unter Umständen zu einer Besserung, da hierdurch eine Ablösung des Schleimes mit den darin befindlichen Bakterien erreicht wird. Zur Behandlung eines akuten Krankheitsverlaufes können die rezeptpflichtigen Antibiotika Amoxicillin oder Chloramphenicol herangezogen werden.